# فيكتوريا كارل
فيكتوريا كارل (بالألمانية: Victoria Carl)‏ هي متزحلقة ألمانية، ولدت في 31 يوليو 1995 في تسيلا-ميليس في ألمانيا.

## وصلات خارجية
- فيكتوريا كارل على موقع الاتحاد الدولي للتزلج (التزلج الريفي) (الإنجليزية)
- فيكتوريا كارل على موقع اللجنة الأولمبية الدولية (الإنجليزية)
- فيكتوريا كارل على موقع أوليمبيديا (الإنجليزية)
- فيكتوريا كارل على موقع اللجنة الأولمبية الألمانية (الألمانية)